# Peromyscus mexicanus
Peromyscus mexicanus és una espècie de mamífer rosegador de la família dels cricètids. Viu a Costa Rica, El Salvador, Guatemala, Hondures, Mèxic, Nicaragua i Panamà. Els seus hàbitats naturals inclouen els boscos secundaris semicaducifolis, prop de rierols. És una espècie en risc mínim, és a dir, no sembla que hi hagi cap amenaça significativa per a la seva supervivència. El seu nom específic, mexicanus, significa ‘mexicà’ en llatí.